# 게오르크 폰 퀴흘러
게오르그 카를 프리드리히 빌헤름 폰 퀴흘러(Georg Karl Friedrich Wilhelm von Küchler, 1881년 5월 30일 ~ 1968년 5월 25일)은 제 2차 세계대전 당시 나치 독일의 육군 원수였다. 전쟁이 끝나고, 뉘른베르크 군사 재판에 회부되었으며, 20년형을 부여받았으나, 지병과 고령을 이유로 8년만 복역하고 1953년 출소하였다.

## 참고 문헌
1. ↑  Lexikon der Wehrmacht

| 전임 신설 | 제1대 제1보병사단 사단장 1934년 10월 1일 ~ 1935년 4월 1일 | 후임 중장 발터 슈로트 |

| 전임 신설 | 제1대 제3군 사령관 1939년 9월 1일 ~ 1939년 11월 5일 | 후임 폐지 |

| 전임 신설 | 제1대 제18군 사령관 1939년 11월 5일 ~ 1942년 1월 16일 | 후임 상급대장 게오르크 린데만 |

| 전임 빌헬름 리터 폰 레프 | 제3대 북부 집단군 최고지휘관 1942년 1월 17일 ~ 1944년 1월 9일 | 후임 야전원수 발터 모델 |